# Rachel Hyde-Harvey
Rachel Hyde-Harvey, nota anche semplicemente come Rachel Harvey (Kettering, 21 marzo 1987), è un'attrice e cantante britannica.
È meglio conosciuta per la sua partecipazione in I Dream accanto alla band S Club 8.

## Educazione
Rachel ha frequentato la Chaplins Stage School, Northampton e la Sylvia Young Theatre School durante l'istruzione secondaria con Matt Di Angelo, sua co-star in I Dream.

## Carriera
Rachel ha cominciato la sua carriera di attrice nel 1998, quando ha interpretato Giulietta nel dramma tealtrale Romeo and Juliet. Nel 2000 ha preso parte a due produzioni teatrali, entrambe presso il Wellingborough Castle Youth Theatre: Road nei panni di Helen, e Haround the Sea of Stories. Nel 2001 ha interpretato Abigail in The Crucible presso il Wellingborough Castle Youth Theatre. Prima di iniziare a filmare I Dream era nel cast di Bad'nuff nel teatro londinese di Soho. Nel 2004 ha interpretato Amy nella serie inglese I Dream, con il ruolo di aspirante pianista. Nel 2007 ha il ruolo di Margo in My Family and Other Animals al Jersey Arts Centre / Corfu. Da novembre 2008 a gennaio 2009, Rachel ha preso parte alla produzione teatrale di La Bella e la Bestia al South Park Hill Arts Centre di Bracknell, Interpretando Belle. Dal 2008 al 2010 è stata la protagonista del web-drama Sofia's Diary su Bebo e Channel 5 (UK).
Rachel è apparsa nel video musicale What I Go to School For della band Busted.
Ha preso parte come comparsa in Harry Potter e il prigioniero di Azkaban nei panni di una ragazza del coro di Hogwarts.
Nel 2015 è stata protagonista del video musicale Rat Race della band The Survival Code.

### Musica
Da giovanissima, Rachel è stata la lead vocal di diverse rock band locali, contribuendo alla musica e ai testi delle canzoni. È la lead vocals della band Glitch Code.
Il loro primo album, Gifted_Damaged, è stato pubblicato il 12 Febbraio 2016 ed è disponibile in due formati: in edizione limitata CD + Libro e nella versione in vinile. Il primo singolo tratto dall'album è Glimmer. È stato rilasciato a livello mondiale il 29 Agosto 2016. Il video ufficiale della canzone è disponibile su YouTube dal 16 Giugno 2016.

## Filmografia

### Cinema
- The Killing of Kings, regia di Mark Palermo - cortometraggio (2004)

### Televisione
- Maisie Raine – serie TV, episodio 2x03 (1999)
- My Family – serie TV, episodi 4x03-4x07-4x13 (2003)
- I Dream – serie TV, 13 episodi (2004)
- Holby City – serie TV, 4 episodi (2005)
- Metropolitan Police (The Bill) – serie TV, episodio 22x18 (2006)
- Doctors – serial TV, 2 episodi (2006-2009)
- Sofia's Diary UK – serie TV, 11 episodi (2008-2009)